# La Madeleine, Pariz
Cerkev sv. Marije Magdalene (francosko L'église Sainte-Marie-Madeleine) ali manj formalno, La Madeleine, je katoliška župnijska cerkev na trgu Place de la Madeleine v 8. pariškem okrožju. Načrtoval jo je Ludvik XV. Francoski kot osrednjo točko nove ulice Rue Royal, ki je vodila do novega trga Place Louis XV., zdaj Place de la Concorde. Leta 1764 jo je posvetil Ludvik XVI., vendar so se dela ustavila zaradi francoske revolucije. Napoleon Bonaparte jo je dal preoblikovati v neoklasicističnem slogu, da bi postala spomenik v čast njegove vojske. Po njegovem padcu leta 1814 se je gradnja cerkve nadaljevala, vendar je bila dokončana šele leta 1844. Stebri v korintskem slogu obdajajo stavbo na vseh štirih straneh. Notranjost je znana po freskah s kupolastim stropom in monumentalnih skulpturah Françoisa Rudeja, Charlesa Marochettija in drugih uglednih francoskih umetnikov iz 19. stoletja.
Zunanjost in notranjost cerkve je deležna čiščenja in obnove, ki se je začela leta 2020 in naj bi bila končana leta 2023.

## Zgodovina

### Prva cerkev
Soseska, ki je bila takrat na robu Pariza, je bila leta 1722 priključena mestu. Prejšnja cerkev sv. Marije Magdalene je bila zgrajena v 13. stoletju na aveniji Malesherbes, vendar je veljala za premajhno za rastočo sosesko. Ludvik XV. je dovolil gradnjo nove, večje cerkve s pogledom vzdolž Rue Royale proti novemu Place Louis XV., zdaj Place de la Concorde. Leta 1763 je kralj položil prvi kamen za novo cerkev, ki sta jo zasnovala Pierre Contant d'Ivry in Pierre Guillaume-Martin Couture.
Prvi načrt za novo cerkev Pierra Contanta d'Ivryja je predlagal veliko kupolo na vrhu stavbe v obliki latinskega križa, podobno cerkvi v Les Invalides, ki jo je zasnoval Jules Hardouin Mansart. Ko je D'Ivry leta 1777 umrl, ga je nadomestil njegov učenec Guillaume Martin Couture. Couture je opustil prvi načrt, porušil velik del zgodnjega dela in se lotil enostavnejšega, bolj klasičnega oblikovanja po vzoru starogrškega ali rimskega templja.

### Predlagani spomenik Napoleonovi vojski in železniška postaja, nato spet cerkev
Gradnjo nove cerkve je leta 1789 nenadoma ustavila francoska revolucija, pri čemer so bili dokončani le temelji in velik klasičen portik. Po usmrtitvi Ludvika XVI. leta 1792 so njegovo truplo prepeljali v staro cerkev Madeleine, ki je do leta 1801 še vedno stala. Kraljevo truplo so vrgli na posteljo z živim apnom na dnu jame in prekrili z zemljo, celotno bitje trdno in temeljito potlačili. Glava Ludvika XVI. je bila postavljena k njegovim nogam. 21. januarja 1815 so posmrtne ostanke Ludvika XVI. in Marije Antoanete prenesli v novo grobnico v baziliki Saint-Denis.
Pod revolucionarno vlado se je začela razprava o prihodnjem namenu stavbe. Predlogi so vključevali knjižnico, javno plesno dvorano in tržnico. Nova stavba državnega zbora v palači Bourbon, na drugem koncu nekdanje Rue Royale, je dobila klasično stebrišče, ki se je ujemalo z že dokončanim portikom cerkve.
Novi cesar Napoleon Bonaparte je bil okronan leta 1804 in je leta 1806 rešil razpravo. Leta 1806 je izjavil, da bo cerkev postala »tempelj v slavo velike vojske«. Med vojaškim pohodom na Poljskem je osebno izbral načrt novega arhitekta, Pierra-Alexandra Vignona (1757–1811), namesto načrta, ki mu ga je priporočila Akademija za arhitekturo. Načrt Vignona je imel obliko klasičnega templja s korintskimi stebri na vseh štirih straneh. Delo se je začelo znova, z novimi temelji, vendar so ohranili že postavljene klasične stebre.

### Končanje gradnje (1855)
Po padcu Napoleona leta 1814 je novi kralj Ludvik XVIII. nadaljeval z gradnjo nedokončane cerkve, ki jo je nameraval narediti v odpravni kapeli za grehe revolucije in usmrtitve Ludvika XVI. Vendar je bila ta zamisel opuščena in nova cerkev je bila namesto tega posvečena Mariji Magdaleni ali Madeleine, Jezusovi sledilki, ki je bila priča tako križanju kot Kristusovemu vstajenju.
Arhitekt Vignon je umrl leta 1828, preden je dokončal projekt, nadomestil ga je Jacques-Marie Huvé. V letih 1828–1829 je bil razpisan nov natečaj, da bi določili načrt za skulpture za pediment. Izbran načrt je bil Poslednja sodba, ki prikazuje sveto Marijo Magdaleno, ki kleče moli za grešnike, avtor Philippe Joseph Henri Lemaire. Nova vlada julijske monarhije se je kljub finančnim težavam odločila, da nadaljuje s cerkvijo. Leta 1830 so izjavili, da bo posvečena narodni spravi. Oboki so bili končno dokončani leta 1831.
Dela na cerkvi so bila večinoma zaključena med vladavino kralja Ludvika Filipa, med letoma 1830 in 1848. Leta 1837 je bil predložen predlog, da bi cerkev preuredili v prvo železniško postajo v Parizu, vendar so to opustili kot drago in nepraktično. Cerkev je bila dokončno slovesno odprta 24. julija 1842, na dan svete Marije Magdalene.
Nova cerkev je postala priljubljena med glasbeniki. Chopinov pogreb v cerkvi La Madeleine v Parizu je bil odložen skoraj dva tedna, do 30. oktobra 1849. Chopin je zahteval, da se zapoje Mozartov Requiem. Requiem je imel glavne dele za ženske glasove, vendar Cerkev La Madeleine nikoli ni dovolila pevk v svojem zboru. Cerkev je nazadnje popustila pod pogojem, da pevke ostanejo za črnim žametnim zastorom.
Med pariško komuno leta 1871 je bil cerkveni kure, abbé Deguerry, eden tistih, ki jih je komuna aretirala in držala za talca. Usmrčen je bil skupaj z Georgesom Darboyem, pariškim nadškofom in štirimi drugimi talci 24. maja, med Semaine sanglante (krvavi teden), ko so francoske vladne enote ponovno zavzele mesto.
Poleg Chopina so med glasbeniki in umetniki, katerih pogrebi so bili v cerkvi, še Jacques Offenbach, Charles Gounod, Camille Saint-Saëns, Coco Chanel, Joséphine Baker, Johnny Hallyday in Charles Trenet.

## Zunanjost

### Ideja za oblikovanje
- Tempelj olimpskega Zevsa v Atenah (6. stoletje pr. n. št.)
- Maison Carrée iz Nîmesa (2. n. št.)
- Vignonovo oblikovanje fasade

Vignonova zasnova cerkve je bila primer neoklasicističnega sloga in je bila tip stavbe, imenovane Périptére ali peripter; struktura z vrstami klasičnih stebrov na vseh štirih straneh, ne le na fasadi. Pomembna primera sta Olimpejon, Zevsov tempelj  jugovzhodno od Akropole v Atenah in veliko manjši rimski Maison Carrée v Nîmesu v Franciji, ki je eden najbolje ohranjenih rimskih templjev. LA Madeleine je ena redkih velikih neoklasicističnih stavb, ki posnemajo celotno zunanjo obliko antičnega templja, ne le sprednje strani portika. Stavbo obdaja dvainpetdeset korintskih stebrov, od katerih je vsak visok 20 m.

### Južna fasada in Fronton
- Pogled na cerkev vzdolž Rue Royale s Place de la Concorde. Strogo usklajenost stavb je bila zagotovljena s kraljevim dekretom leta 1824.
- Detajl skulpture na pedimentu "Poslednja sodba" Philippa Josepha Henrija Lemaira.

Na pročelju nad vhodom je napis: D.O.M. SVB. INVOCAT S. MAR. MAGDALENÆ (»Bogu vsemogočnemu in zelo velikemu, pod invokacijo svete Marije Magdalene«.)
Skulptura Poslednja sodba na zatrepu je delo Philippa Josepha Henrija Lemaira. V kipu je v središču Kristus, ki predseduje Poslednji sodbi, ob strani pa stojita dva angela. Na desni je nadangel Mihael s skupino figur, ki predstavljajo Vice, in tiste, ki jim bo zavrnjen vstop v nebesa. Na levi strani so Kreposti, ki spremljajo sprejete v nebesa. Marija Magadelen je prikazana, kako kleči s tistimi, ki jim je bil zavrnjen vstop v nebesa, in izraža svoje kesanje.

### Bronasta vrata
- Bronasta vrata južnega portala, delo Henrija de Triquetija
- Deset zapovedi - "Ne prešuštvuj"
- Detajl bronastih vrat

Bronasta vrata južnega portala imajo reliefe, ki prikazujejo Deset zapovedi. Umetnik je bil Henri de Triqueti (1804-1874), ki je bil star komaj trideset let, ko je dobil naročilo. Njegov glavni vpliv so bila vrata, ki jih je izdelal Ghiberti za krstilnico v Firencah, pa tudi tista, ki so jih našli na Panteonu v Rimu in krščanskih bazilikah v Pisi, Rimu, Veroni in Benetkah. Njihova velikost je izjemna; večja so od vrat bazilike svetega Petra v Rimu; zasnovana pa so bila tudi tanjša in lažja. Za razliko od mnogih bronastih cerkvenih vrat, nimajo pozlate, le barvo brona. Vrata so Triquetiju prinesla mesto kraljevega kiparja za projekte kralja Ludvika Filipa, vključno s skulpturo v Napoleonovi grobnici.

### Kipi v nišah kolonade
- Sveta Genovefa
- Sveti Dionizij
- Sveti Luka. V prvi svetovni vojni je izgubil glavo od nemške granate
- Sveti Bernard iz Clairvauxa

Druga značilnost zunanjosti je vrsta kipov svetnikov, ki so jih izdelali različni kiparji, izmenjujoče ženske in moški, razporejeni na zunanjih stenah vzdolž portika, znotraj stebrišča. Prvotni Vignonov načrt je imel na zunanjosti le gole stene, novi arhitekt Huvé pa je predlagal serijo triintridesetih kipov v nišah. Izbor svetnikov je v veliki meri opravila orleanska družina kralja Ludvika Filipa in njegove družine. Najvidnejši mesti ob južnem vhodu sta dobila tradicionalna francoska svetnika, Ludvik VII. in sveti Filip, Bernard iz Clairvauxa, pa tudi sveti Ivana Orleanska in sveta Genovefa, zavetnici Pariza. Svetnice se izmenjujejo z moškimi. Na severnem ali zadnjem delu cerkve so bile glave štirih kipov odbite od eksplozije nemške granate med prvo svetovno vojno leta 1918. 

## Notranjost
Načrt cerkve se je bolj zgledoval po klasični rimski arhitekturi, zlasti termah, kot pa po tradicionalni cerkveni arhitekturi. V notranjosti je cerkev, ki jo je zasnoval Huvé, sestavljena iz enega samega dolgega prostora brez transepta. Razdeljen je na tri široke obokane [[traveja|traveje]g, vsaka s kupolo, s krožnimi strešnimi okni, ki zagotavljajo omejeno osvetlitev. Vse stene in oboki ter strop so pokriti z dekoracijo, večinoma sestavljeno iz barvnega marmorja v zapletenih geometrijskih oblikah in pogosto pozlačeno. 

### Kupola kora " Zgodovina krščanstva "
- "Zgodovina krščanstva" in "Krščanstvo v Franciji"
- Kor in oltar z "Zgodovino krščanstva" zgoraj
- Freska "Zgodovina krščanstva" Jules-Clauda Zieglerja. (Kor)

Cul-de-four ali polkupola nad korom cerkve je okrašena s sliko Jules-Clauda Zieglerja (1804-1856), ki prikazuje glavne dogodke v zgodovini krščanstva, s poudarkom na Franciji. Na vrhu je lik Kristusa z apostoli in Marijo Magdaleno. V ospredju sta Napoleon Bonaparte in papež Pij VII., ki podpisujeta konkordat iz leta 1801, ki je po francoski revoluciji pomenil spravo francoske cerkve in države ter omogočil ponovno odprtje katoliških cerkva v Franciji. Ziegler je bil Ingresov učenec in je figure naslikal z enakim realizmom in animacijo. Delo je trajalo štiri leta. 

### Mozaik Lameire - "Krščanstvo Francije" in "Ekstaza Marije Magdalene"
Pod »Zgodovino krščanstva« in nad oltarjem je poznejše nenavadno delo; širok keramični mozaik, ki prikazuje Kristusa s skupino svetnikov, ki so bili povezani s Francijo. To je med letoma 1888 in 1893 zasnoval oče LeRebours, kurat cerkve, in je v neobizantinskem slogu, ki se zelo razlikuje od preostale umetnosti v koru. Naslikal jo je Charles-Joseph Lameire, v pariški delavnici porcelana Sevres pa jo je predelala v keramiko. V medli svetlobi v notranjosti cerkve ujamejo pozlačene keramične ploščice, zaradi česar je včasih najbolj vidno umetniško delo v cerkvi.
Kristusovo vstajenje je osrednja figura v mozaiku, spremljajo pa ga prvi učenci in misijonarji, ki so živeli in pridigali v Galiji, med njimi tudi zavetnica cerkve Marija Magdalena; Sveta Marta, sestra Marije Magdalene, pokopana v Tarasconu; Sveti Lazar, ki je ustanovil prvo cerkev v Marseillu; Sveta Genovefa, zavetnica Pariza; Sveti Trofim, Pavlov učenec in ustanovitelj cerkve v Arlesu. Lik svetega Fronta iz Perigeauxa, ustanovitelja cerkve v Rocamadourju, ki ima lastnosti umetnika Lameireja); Sveti Ursin, ustanovitelj cerkve v Bourgesu, ki ima poteze arhitekta Charlesa Garnierja, in drugi.
Pod mozaikom je vrsta korintskih stebrov, ki tvorijo gledališko ozadje za oltarjem in marmorno stopnišče, ki vodi do oltarja. Za oltarjem je monumentalna skulptura Ekstaza Marije Magdalene Carla Marochettija (1805-1868), ki prikazuje Marijo Magdaleno, klečečo v molitvi, ko jo trije angeli prenašajo v nebesa.

### Skulptura v preddverju - "Kristusov krst"
V preddverju na južnem koncu cerkve je še ena monumentalna skulptura, Kristusov krst Françoisa Rudeja (1784–1855). Rude je bil znan že po delu, ki ga je naredil leta 1836, Odhod prostovoljcev leta 1795, vidno prikazanem na Slavoloku zmage.

### Dekoracija
- Prižnica v ladji
- Detajl stropnih obokov
- Krstilnik

Notranjost je bila dokončana v relativno kratkem času, pod kraljem Ludvikom Filipom, in je znana po svoji nenavadni harmoniji.

## Orgle
Cerkev je že dolgo povezana z glasbo in glasbeniki. Chopinov pogreb je potekal v cerkvi, skladatelja Camille Saint-Saëns in Gabriel Fauré pa sta imela naziv cerkvenega organista. Cerkev ima znamenite orgle, ki so na empori nad južnim vhodom v cerkev. Shranjene so v zelo okrašenem ohišju z izklesanimi angeli, fialami in drugimi okraski, ki so usklajeni z dekorjem. Orgle je zgradil Aristide Cavaillé-Coll leta 1845. Restavriral jih je Cavaillé-Collov naslednik Charles Mutin leta 1927, ki je tudi razširil manuale na 56 not. Tonske spremembe so izvedli Roethinger, Danion-Gonzalez in Dargassies leta 1957, 1971 oziroma 1988. Manjše orgle iz istega časa so v koru.